# 安娜·穆兹丘克
安娜·奥萊希芙娜·穆济丘克（羅馬化：Anna Olehivna Muzychuk；1990年2月28日—），即大穆济丘克，乌克兰女子国际象棋棋手、特级大师。2004年至2014年间曾代表斯洛文尼亚。她的妹妹玛丽亚·穆济丘克是前国际象棋女子世界冠军。
1997年至2005年间，大穆济丘克曾在乌克兰、欧洲及世界青少年国际象棋锦标赛中获得过多枚奖牌，其中金牌包括欧洲女子10岁组冠军（1998年、2000年）、乌克兰女子10岁组冠军（2000年）、乌克兰女子12岁组冠军（2002年）、欧洲女子12岁组冠军（2002年）、欧洲女子14岁组冠军（2003年、2004年）、世界女子16岁组冠军（2005年）。2003年，她夺得了乌克兰国际象棋女子全国冠军。2007年，获欧洲国际象棋女子超快棋赛冠军、快棋赛亚军。同年，获国际大师称号。2010年，获世界国际象棋女子青年冠军。2012年晋升为国际象棋特级大师。同年，她还在欧洲国际象棋女子个人锦标赛中获得铜牌。2014年，夺得世界女子超快棋锦标赛冠军、乌克兰国际象棋女子全国冠军。